# Peque-peque

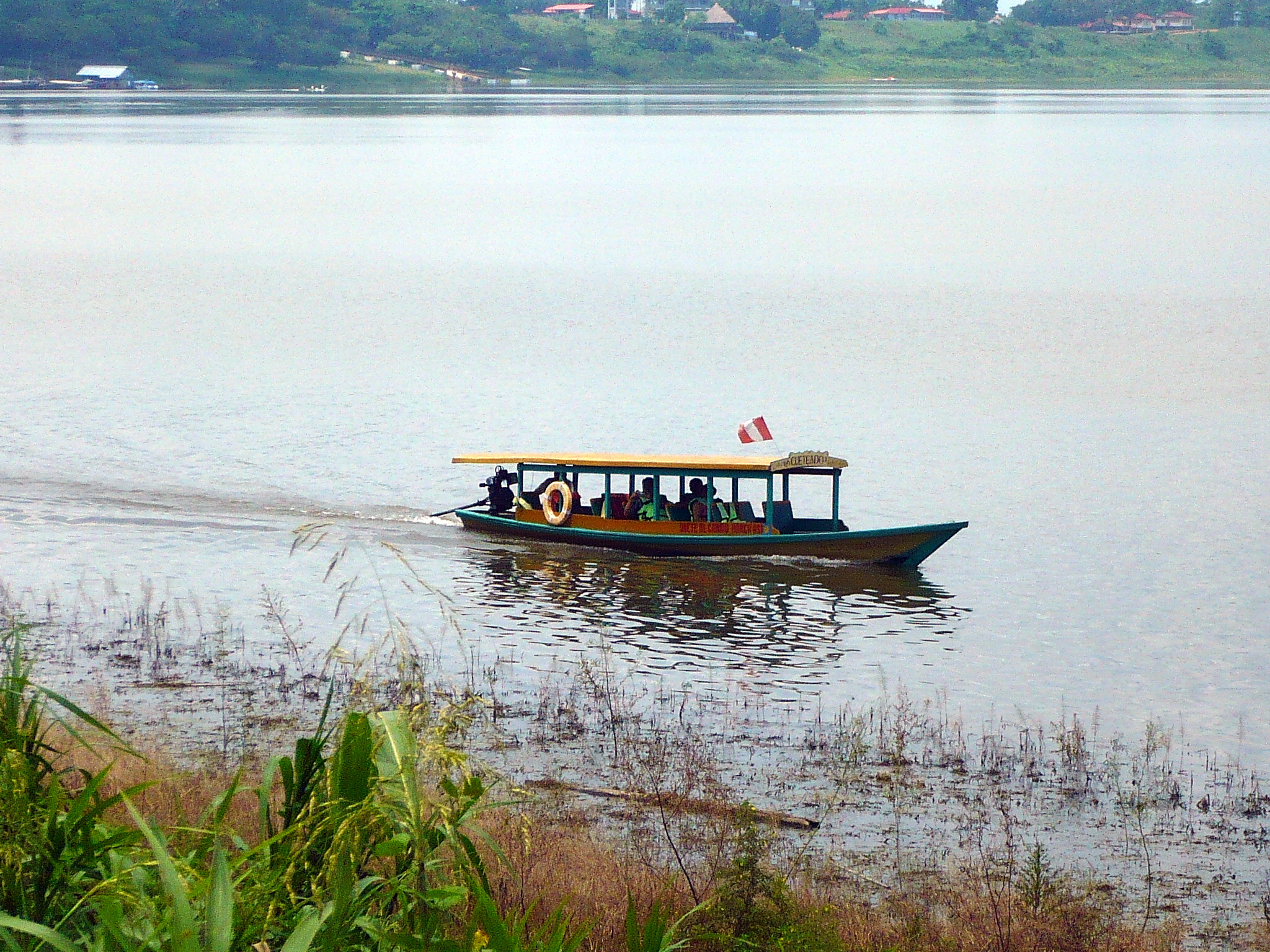
Un peque-peque surcando la laguna Yarinacocha (Perú)

Un peque-peque, también escrito como peke-peke, es una embarcación fluvial y lacustre de madera originaria de la selva peruana, que podría ser una canoa o bote, de aproximadamente 10 metros de eslora por 1,5 metros de manga con un motor fueraborda, generalmente inestables en flotación, muy común para el transporte de pasajeros y mercancías en los ríos de la región amazónica de Bolivia, Ecuador, Colombia y Perú.
El nombre de la embarcación es un peruanismo que proviene del sonido que hace el motor al impulsar la embarcación, cuya hélice está unida al motor por una cardan distante a un metro de la embarcación y sirve también de dirección o timón.